# Stemonovité
Stemonovité (Stemonaceae) je čeleď jednoděložných rostlin z řádu pandánotvaré (Pandanales). Jsou to přímé nebo popínavé byliny s jednoduchými listy a čtyřčetnými nebo pětičetnými květy s nerozlišeným okvětím. Čeleď zahrnuje asi 32 druhů ve 4 rodech. Je rozšířena v Asii, severní Austrálii a na jihovýchodě USA. Některé druhy stemony jsou místně využívány jako insekticid a v medicíně.

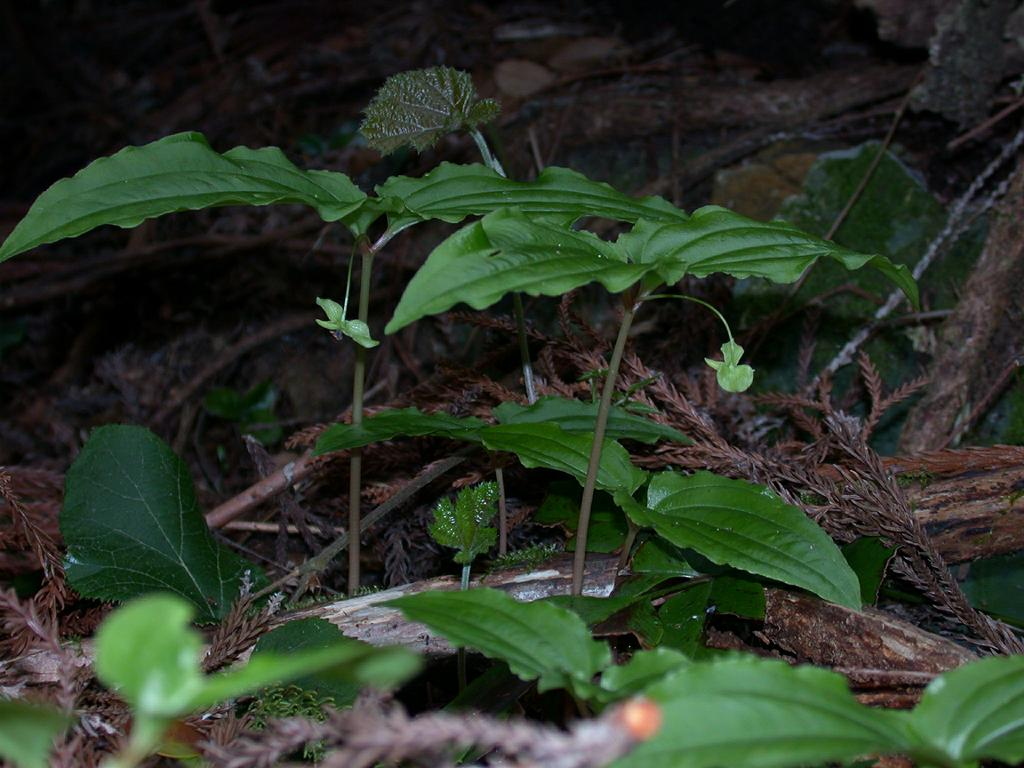
Croomia heterosepala

## Popis
Zástupci čeledi stemonovité jsou vytrvalé, přímé, popínavé nebo plazivé byliny s podzemními hlízami nebo krátkým oddenkem.
Listy jsou jednoduché, střídavé, vstřícné či v přeslenech, řapíkaté, bez listových pochev (zřídka s krátkými pochvami). Čepel je tenká, celokrajná, nejčastěji vejčitá až široce vejčitá, na bázi často srdčitá, řidčeji klínovitá či zaokrouhlená. Žilnatina je dlanitá, žilky se sbíhají ke špičce listu. Na bázi řapíku je buď pulvinus nebo krátká pochva.
Jsou to jednodomé rostliny s oboupohlavnými, řidčeji jednopohlavnými květy. Květy jednotlivé nebo uspořádány v máločetných květenstvích, úžlabních hroznech či vrcholících. Okvětí je nerozlišené, skládá se ze 4 nebo 5 (Pentastemona) volných nebo částečně srostlých okvětních lístků uspořádaných ve 2 kruzích. Tyčinky jsou 4 volné nebo na bázi krátce srostlé, přirostlé k bázi okvětních lístků. U rodu Pentastemona je tyčinek 5, nitky chybějí, respektive jsou kompletně srostlé v dužnatý prstenec na němž sedí prašníky oddělené širokými dužnatými konektivy vybíhajícími v přívěsky, které jsou na konci přirostlé k blizně. Semeník je svrchní až polospodní, synkarpní, srostlý ze 2 plodolistů. U rodu Pentastemona je semeník ze 3 plodolistů a spodní. Semeník obsahuje jedinou komůrku s několika až mnoha vajíčky. Plodem je tobolka pukající 2 chlopněmi nebo bobule (Pentastemona). Semena mají často míšek.

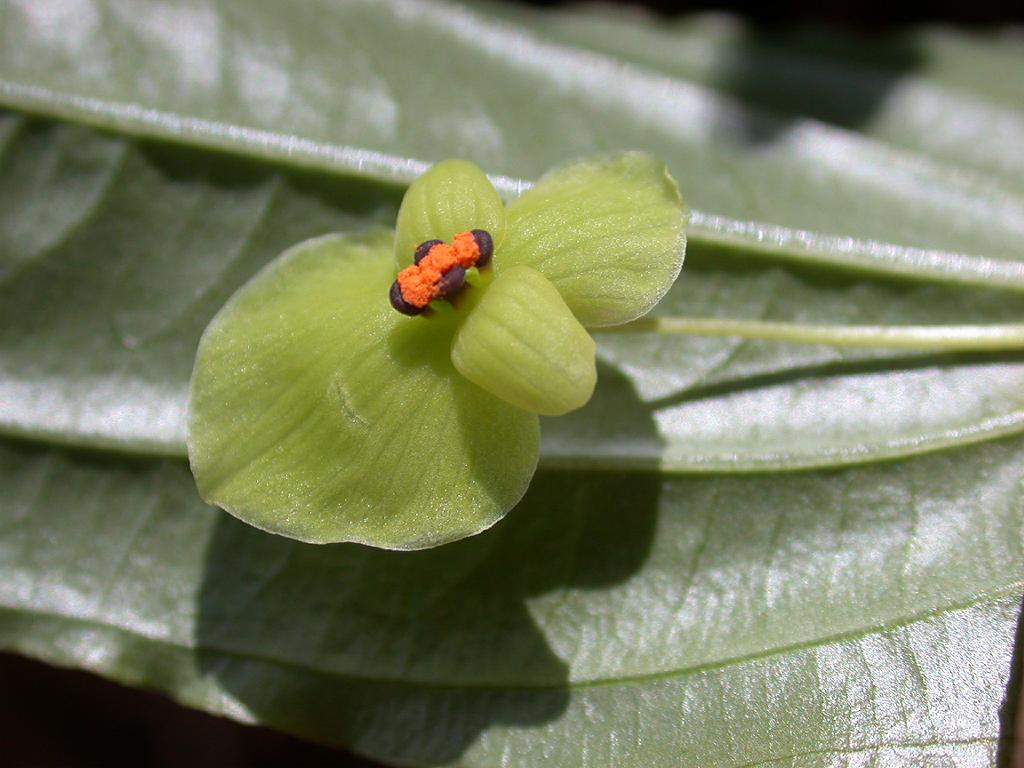
Detila květu Croomia heterosepala
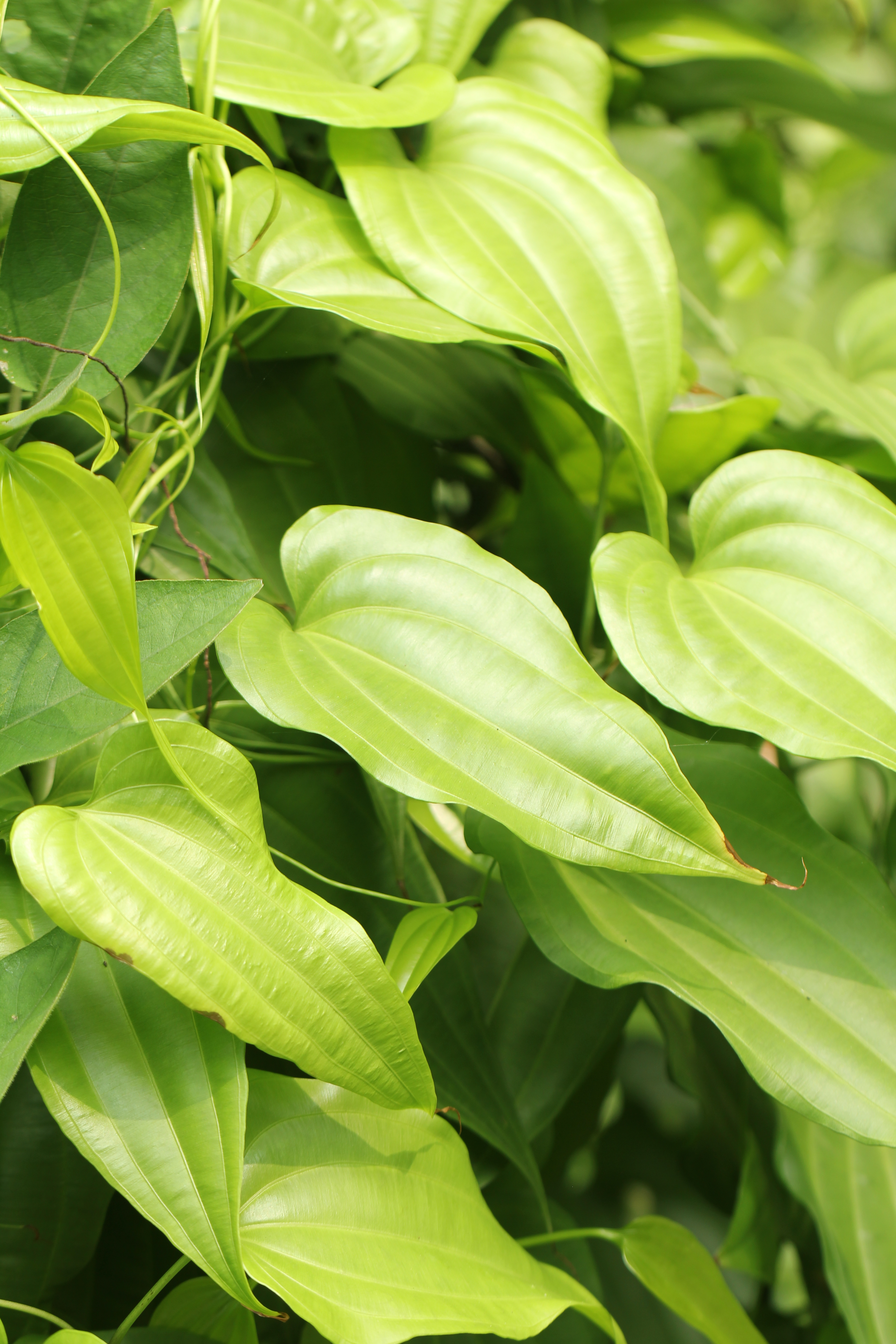
Listy Stemona japonica

## Rozšíření
Čeleď zahrnuje 4 rody a asi 32 druhů. Největší rod je stemona (Stemona, 24 druhů), zbývající rody obsahují po 3 (Croomia) nebo po 2 druzích. Čeleď je rozšířena v Asii, Austrálii a na jihovýchodě Severní Ameriky. Areál rozšíření rodu Stemona sahá od Číny (některé zdroje zmiňují i severovýchodní Indii) po Japonsko a přes jihovýchodní Asii po severní Austrálii. Rod Croomia má výrazně disjunktní areál, vyskytuje se v Číně, Japonsku a na jihovýchodě USA (Croomia pauciflora). Rod Stichoneuron se vyskytuje v kontinentální jihovýchodní Asii, rod Pentastemona je endemický pro ostrov Sumatra.
Zástupci stemonovitých rostou spíše v nižších nadmořských výškách. Stemony preferují oblasti se sezónním obdobím sucha, často rostou na skalnatých stanovištích nebo v sezónně opadavých lesích. Oba druhy rodu Pentastemona jsou vázány na vlhké kolmé skály v tropickém deštném lese. Zástupci zbývajících rodů rostou jako popínavé byliny v podrostu lesů.

## Ekologické interakce
Květy stemon vesměs nepříjemně páchnou a jsou opylovány pravděpodobně hmyzem (u druhu Stemona tuberosa jsou to drobné mouchy). Semena stemonovitých mají často míšek a jsou šířena živočichy.
U rodu Pentastemona je rozvinuto vegetativní rozmnožování. Pentastemona sumatrana vytváří adventivní rostlinky na vrcholu květenství (viviparie), u druhu P. egregia se mladé rostlinky snadno tvoří na okrajích odlomených listů.

## Obsahové látky
Fytochemie stemonovitých je málo prozkoumaná. Podzemní části rostlin z rodů stemona a Croomia obsahují alkaloidy s insekticidním účinkem, z nichž je nejlépe prozkoumaný tuberostemonin. Ze stonků a listů Stemona japonica byly izolovány alkaloidy stemofolin a stemospironin, z podzemních částí Croomia heterosepala krómin.

## Taxonomie
Rod Pentastemona tvoří bazální vývojovou větev této skupiny. Je morfologicky dosti odlišný od ostatních rodů čeledi a v některých starších taxonomických systémech (např. Tachtadžjan) byl vyčleňován do samostatné čeledi Pentastemonaceae.
|  | Stemona                                                  |
|  |                                                          |
|  | \| \| Stichoneuron \| \| \| \| \| \| Croomia \| \| \| \| |
|  |                                                          |
|  | Stichoneuron                                             |
|  |                                                          |
|  | Croomia                                                  |
|  |                                                          |

|  | Stichoneuron |
|  |              |
|  | Croomia      |
|  |              |

|  | Stemona                                                  |
|  |                                                          |
|  | \| \| Stichoneuron \| \| \| \| \| \| Croomia \| \| \| \| |
|  |                                                          |
|  | Stichoneuron                                             |
|  |                                                          |
|  | Croomia                                                  |
|  |                                                          |

|  | Stichoneuron |
|  |              |
|  | Croomia      |
|  |              |

## Zástupci
- stemona (Stemona)[7]

## Význam
Kořeny některých druhů stemony jsou v jihovýchodní Asii, Číně a Japonsku používány jako insekticidy i v medicíně.

## Přehled rodů
Croomia, Pentastemona, Stemona, Stichoneuron